# جواو دي سانتاريم
جواو دي سانتاريم (القرن الخامس عشر) هو كان مستكشفاً برتغالياً اكتشف مع المستكشف بيرو إسكوبار جزيرة ساو تومي ( في 21 ديسمبر 1471) وأنوبون (في يناير 1472) وبرينسيبي (17 يناير 1472).